# Legítim Comandament de les Forces Armades del Sudan
El Legítim Comandament de les Forces Armades del Sudan (abreujat com Legítim Comandament, anglès Legitimate Command) fou una organització militar del Sudan que es va crear el 1992 per alguns antics oficials de les Forces Armades del Sudan apartats del servei o retirats, oposats al govern islamista del Front Nacional Islàmic. Fou creat a iniciativa dels partits polítics que havien format l'Aliança Nacional Democràtica l'octubre de 1989 i planejaven una revolta popular amb suport de l'exèrcit per retornar el poder al poble. Aquestos militars en molts casos era a qui corresponia el comandament i quan no era així, el fet que legítim primer ministre enderrocat els designés, els donava tota legitimitat. El seu cap visible fou el general Fathi Ahmed Ali, que al moment del cop era el cap de l'Estat Major. La seva base va ser al Caire. Va iniciar activitat operativa el 1995/1996. A la mort de Fathi el 28 d'abril de 1997 el va substituir el tinent general Abd al-Rahman Said. A partir del 1998 l'activitat armada de l'Aliança va començar a ser poc important i va acabar desapareixent. El Legítim Comandament deixa de ser esmentat.